# Campionat del Món de X-Trial 2025
|  | Per al campionat del món a l'aire lliure d'aquest any, vegeu Campionat del Món de Trial 2025 |

La temporada de 2025 del Campionat del Món de X-Trial fou la 33a edició d'aquest campionat, organitzat per la FIM. El calendari oficial constava de 8 proves puntuables, celebrades entre el 21 de desembre de 2024 i el 26 d'abril de 2025. Una de les proves destacades va ser el Trial Indoor de Barcelona, disputat el 2 de febrer.
Toni Bou va guanyar el seu dinovè (i últim a data de 2025) campionat mundial indoor. Els seus 19 títols, units als 18 de trial a l'aire lliure que tenia a data de 2024, tots ells consecutius, constitueixen un rècord sense parió dins el món del motociclisme. Bou es va proclamar campió aquell any després de guanyar totes les proves de la temporada menys dues, que va guanyar Jaime Busto, el subcampió. El tercer classificat va ser Gabriel Marcelli, el company d'equip de Bou a Montesa, de manera que el podi final del campionat va ser el mateix que el de les dues últimes edicions del campionat.
Adam Raga, un dels grans protagonistes del campionat des del 2001, va disputar-ne aquell any amb la Sherco la seva darrera temporada, ja que després de la quarta prova puntuable, el Trial Indoor de Barcelona, es va retirar definitivament de la competició internacional.

## Sistema de puntuació
L'any 2025 es varià lleugerament el sistema de puntuació per tal d'eliminar-ne el punt extra que obtenia fins aleshores l'autor de la volta millor en cada prova.
| Posició | 1  | 2  | 3  | 4 | 5 | 6 | 7 | 8 |
| Punts   | 20 | 15 | 12 | 9 | 6 | 4 | 2 | 1 |

## Calendari
| Ronda | Data           | Any  | Prova   | Lloc             | Guanyador   |
| ----- | -------------- | ---- | ------- | ---------------- | ----------- |
| 1     | 21 de desembre | 2024 | Espanya | Madrid           | Jaime Busto |
| 2     | 11 de gener    | 2025 | França  | Chambéry         | Toni Bou    |
| 3     | 17 de gener    | 2025 | França  | Clermont-Ferrand | Toni Bou    |
| 4     | 2 de febrer    | 2025 | Espanya | Barcelona        | Toni Bou    |
| 5     | 8 de febrer    | 2025 | Noruega | Stavanger        | Toni Bou    |
| 6     | 15 de març     | 2025 | Àustria | Wiener Neustadt  | Toni Bou    |
| 7     | 22 de març     | 2025 | França  | Cahors           | Jaime Busto |
| 8     | 26 d'abril     | 2025 | Estònia | Tallinn          | Toni Bou    |

## Classificació final
| Posició | Pilot             | Motocicleta | Punts |
| ------- | ----------------- | ----------- | ----- |
| 1       | Toni Bou          | Montesa     | 135   |
| 2       | Jaime Busto       | Gas Gas     | 112   |
| 3       | Gabriel Marcelli  | Montesa     | 81    |
| 4       | Benoit Bincaz     | EMotion     | 49    |
| 5       | Adam Raga         | Sherco      | 48    |
| 6       | Matteo Grattarola | Beta        | 23    |
| 7       | Jack Peace        | Sherco      | 21    |
| 8       | Àlex Canales      | Montesa     | 17    |
| 9       | Sondre Haga       | Gas Gas     | 10    |
| 10      | Arnau Farré       | Sherco      | 9     |
| 11      | Aniol Gelabert    | TRRS        | 6     |
|         |                   |             |       |
| 18      | Miquel Gelabert   | Montesa     | 1     |